# 1943年のメジャーリーグベースボール
以下は、メジャーリーグベースボール（MLB）における1943年のできごとを記す。
1943年4月20日に開幕し10月11日に全日程を終え、ナショナルリーグはセントルイス・カージナルスが2年連続7度目のリーグ優勝し、アメリカンリーグはニューヨーク・ヤンキースが同じく3年連続13度目のリーグ優勝をした。
2年連続同じカードの対決となったワールドシリーズはニューヨーク・ヤンキースがセントルイス・カージナルスを4勝1敗で破り2年ぶり10度目のシリーズ制覇となった。
1942年のメジャーリーグベースボール - 1943年のメジャーリーグベースボール - 1944年のメジャーリーグベースボール

## できごと

### 第二次大戦の影響
1943年1月、ランディス・コミッショナーは全米野球記者協会のニューヨーク支部大会に出席した。大戦が激化していく中で、野球を続けるべきか否かという議論があり、それに対して野球選手の兵役免除を主張する意見と戦争に進んで参加する意見が分かれる状況で、この席でランディスは「野球選手も市民である」ことを強調し、それをもってこの問題に対する回答とした。日本軍の真珠湾攻撃の直後にルーズベルト大統領から野球の存続に関しての一定の理解を得ていたので、メジャーリーグは存続しシーズンを開幕するが、兵役に対しては選手個人の意思に委ねることとしたのである。これで前年はまだ多くのメジャーリーガーは試合に参加していたが、この1943年から1945年の終戦まで多くのメジャーリーグの選手がグラブとバットを置き応召して太平洋及びヨーロッパに参戦していった。
春季キャンプは従来カリフォルニア州南部かフロリダ州南部で行われていたのが、この1943年からポトマック川とオハイオ川の北及びミシシッピ川の東の地方のみに練習地が限られた。そして残った選手は徴兵年齢を過ぎたロートルか17歳のルーキーなどで、「老人」と「少年」のチームとなりメジャーリーグの技術水準は著しく低下した。こういう状況になると直営のファーム組織を持っているチームが強く、ナショナルリーグではそのファームシステムの生みの親であったブランチ・リッキーGMのカージナルスで、アメリカンリーグはエド・バローGMのもとでジョージ・ワイスがファーム組織を強化したヤンキースで、この両チームが前年に続くリーグ優勝となった。
ニューヨーク・ヤンキースは野手でジョー・ディマジオ、ジョージ・セルカーク、トミー・ヘンリック、フィル・リズート、レッド・ロルフ、投手でレッド・ラフィングなどが兵役につき、残ったのはジョー・ゴードン、フランキー・クロセッティ、ビル・ディッキー捕手で、これに若いスパッド・チャンドラー投手が奮闘してリーグ優勝した。一方セントルイス・カージナルスは前年最多安打のイーノス・スローター、テリー・ムーア、ジミー・ブラウン、ジョニー・ビーズリーなどが兵役につき、実質2年目のスタン・ミュージアルやマーティー・マリオンが奮闘し、これにファームからブリチーン、ブレイズルの両投手を引き上げて、2位レッズに12ゲーム差をつけてリーグ優勝した。
セントルイス・カージナルスのスタン・ミュージアルは、打率.357で初めて首位打者を獲得した。この他に最多塁打347、最多安打220本、最多三塁打20本、最多二塁打48本を記録しこの年のリーグMVPに選ばれた。彼は翌年もプレーしたが、1945年は兵役に就いた。
ニューヨーク・ヤンキースのスパッド・チャンドラー はこの年20勝4敗、防御率1.64で最多勝・最優秀防御率の二冠を獲得、ワールドシリーズでも2試合に先発して2勝を上げ、この年のリーグMVPに選ばれた。彼はこの翌年に兵役に就いた。
ワールドシリーズは、若いカージナルスにエラーが多くでて、ヤンキースが4勝1敗で制した。

### 有力選手の参戦
ここ2年間のタイトルホルダーでは、1942年三冠王のテッド・ウィリアムズ 、1941年打点王のジョー・ディマジオ 、1942年打点王のジョニー・マイズ 、1941年首位打者のピート・ライザー、1941年盗塁王のダニー・マートー、1942年最多安打のジョニー・ペスキー 、1942年最多安打(首位打者説もある)の イーノス・スローター 、1942年最優秀防御率のテッド・ライオンズ のメジャーリーガーたちがこの年に兵役に就いた。
そして翌1944年になるとこの年の首位打者のルーク・アップリング 、最多奪三振のジョニー・ヴァンダー・ミーア 、ヤンキースでは1942年リーグMVPのジョー・ゴードン、名捕手ビル・ディッキーとこの年最多勝・最優秀防御率のスパッド・チャンドラーも応召している。

### ブランチ・リッキー
このシーズン終了後に、カージナルスのゼネラルマネージャーのブランチ・リッキーは友人でもあったドジャースのラリー・マクフェイルGMが徴兵された後に、ドジャースに引き抜かれてその後任としてドジャースのゼネラルマネージャーとなった。カージナルス時代にファーム組織の拡充に情熱を傾けたリッキーは、大戦後にドジャースGMとして一つの時代を切り開いていく。

### ランディスの最後の仕事
ランディス・コミッショナーは、この年にフィラデルフィア・フィリーズのウイリアム・コックス会長が自分のチームを賭けの対象にしたことで、彼を球界から永久処分にした。これがコミッショナーとしての最後の仕事となった。

## 最終成績

### レギュラーシーズン
| 順 | チーム                           | 勝利 | 敗戦 | 勝率 | G差  |
| -- | -------------------------------- | ---- | ---- | ---- | ---- |
| 1  | ニューヨーク・ヤンキース         | 98   | 56   | .636 | --   |
| 2  | ワシントン・セネタース           | 84   | 69   | .549 | 13.5 |
| 3  | クリーブランド・インディアンス   | 82   | 71   | .536 | 15.5 |
| 4  | シカゴ・ホワイトソックス         | 82   | 72   | .532 | 16.0 |
| 5  | デトロイト・タイガース           | 78   | 76   | .506 | 20.0 |
| 6  | セントルイス・ブラウンズ         | 72   | 80   | .474 | 25.0 |
| 7  | ボストン・レッドソックス         | 68   | 84   | .461 | 29.0 |
| 8  | フィラデルフィア・アスレチックス | 49   | 105  | .318 | 49.0 |

| 順 | チーム                       | 勝利 | 敗戦 | 勝率 | G差  |
| -- | ---------------------------- | ---- | ---- | ---- | ---- |
| 1  | セントルイス・カージナルス   | 105  | 49   | .682 | --   |
| 2  | シンシナティ・レッズ         | 87   | 67   | .565 | 18.0 |
| 3  | ブルックリン・ドジャース     | 81   | 72   | .529 | 23.5 |
| 4  | ピッツバーグ・パイレーツ     | 80   | 74   | .484 | 25.0 |
| 5  | シカゴ・カブス               | 74   | 79   | .484 | 30.5 |
| 6  | ボストン・ブレーブス         | 68   | 85   | .444 | 36.5 |
| 7  | フィラデルフィア・フィリーズ | 64   | 90   | .416 | 41.0 |
| 8  | ニューヨーク・ジャイアンツ   | 55   | 98   | .359 | 49.5 |

### オールスターゲーム
- ナショナルリーグ 3 - 5 アメリカンリーグ

### ワールドシリーズ
- ヤンキース 4 - 1 カージナルス

| 10/5 –  | カージナルス | 2 | - | 4 |  | ヤンキース   |
| 10/6 –  | カージナルス | 4 | - | 3 |  | ヤンキース   |
| 10/7 –  | カージナルス | 2 | - | 6 |  | ヤンキース   |
| 10/10 – | ヤンキース   | 2 | - | 1 |  | カージナルス |
| 10/11 – | ヤンキース   | 2 | - | 0 |  | カージナルス |

## 個人タイトル

### アメリカンリーグ
| 項目   | 選手                               | 記録 |
| ------ | ---------------------------------- | ---- |
| 打率   | ルーク・アップリング (CWS)         | .328 |
| 本塁打 | ルディ・ヨーク (DET)               | 34   |
| 打点   | ルディ・ヨーク (DET)               | 118  |
| 得点   | ジョージ・ケース (WS1)             | 102  |
| 安打   | ディック・ウェイクフィールド (DET) | 200  |
| 盗塁   | ジョージ・ケース (WS1)             | 61   |

| 項目   | 選手                           | 記録 |
| ------ | ------------------------------ | ---- |
| 勝利   | スパッド・チャンドラー (NYY)   | 20   |
| 勝利   | ディジー・トラウト (DET)       | 20   |
| 敗戦   | ラム・ハリス (PHA)             | 21   |
| 防御率 | スパッド・チャンドラー (NYY)   | 1.64 |
| 奪三振 | アリー・レイノルズ (CLE)       | 151  |
| 投球回 | ジム・バグビー (CLE)           | 273  |
| セーブ | ゴードン・マルツバーガー (CWS) | 14   |

### ナショナルリーグ
| 項目   | 選手                       | 記録 |
| ------ | -------------------------- | ---- |
| 打率   | スタン・ミュージアル (STL) | .357 |
| 本塁打 | ビル・ニコルソン (CHC)     | 29   |
| 打点   | ビル・ニコルソン (CHC)     | 128  |
| 得点   | アーキー・ヴォーン (BRO)   | 112  |
| 安打   | スタン・ミュージアル (STL) | 220  |
| 盗塁   | アーキー・ヴォーン (BRO)   | 20   |

| 項目   | 選手                               | 記録 |
| ------ | ---------------------------------- | ---- |
| 勝利   | モート・クーパー (STL)             | 21   |
| 勝利   | エルマー・リドル (CIN)             | 21   |
| 勝利   | リップ・シーウェル (PIT)           | 21   |
| 敗戦   | ネイト・アンドリュース (BSN)       | 20   |
| 防御率 | マックス・ラニアー (STL)           | 1.90 |
| 奪三振 | ジョニー・ヴァンダー・ミーア (CIN) | 174  |
| 投球回 | アル・ジャベリー (BSN)             | 303  |
| セーブ | レス・ウェバー (BRO)               | 10   |

## 表彰

### シーズンMVP
- アメリカンリーグ ： スパッド・チャンドラー （NYY）
- ナショナルリーグ ： スタン・ミュージアル （STL）